# Top Pop Catalog Albums

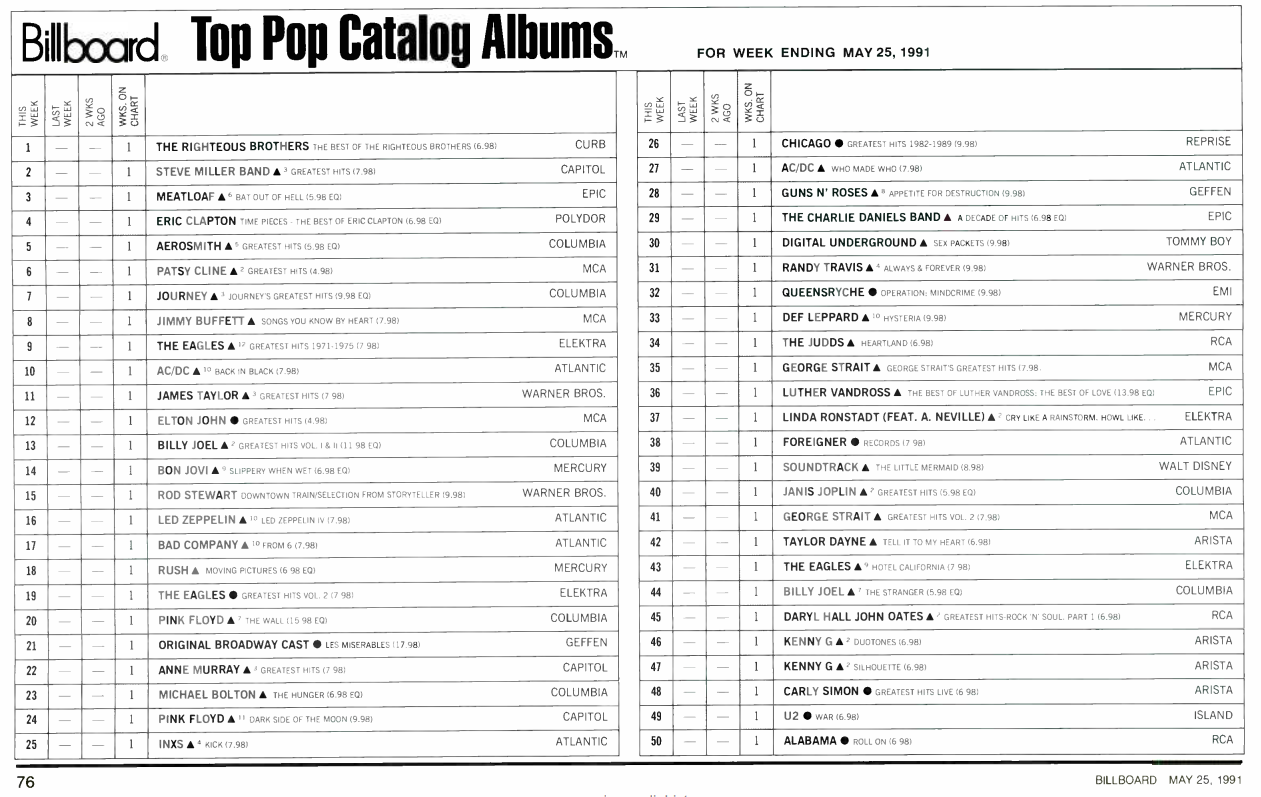
первый выпуск чарта Billboard Catalog Albums

Top Pop Catalog Albums, ou simplesmente Top Pop Catalog, é uma tabela semanal de quinze posições produzida pela revista Billboard que qualifica os álbuns mais vendidos de catálogos, independentemente do seu género musical. A Billboard define um álbum de catálogo como aquele que tem mais de dezoito meses de idade e que caiu para uma posição superior a 100 na tabela Billboard 200. Os álbuns que reúnem estes critérios são removidos da tabela Billboard Current Albums e começam uma nova no Top Pop Catalog Albums. Efectivamente, a Billboard Current Albums é equivalente à Billboard 200, sem os álbuns de catálogo.

## Ligações Externas
- Tabela actual (Página oficial)